# Вердалсьора
Вердалсьора (на норвежки: Verdalsøra) е град в централната част на Норвегия. Разположен е на източния бряг на фиорда Тронхеймсфьор на Норвежко море във фюлке Нор Трьонелаг. Главен административен център на община Вердал. Намира се на около 440 km на север от столицата Осло. Има малко пристанище и жп гара. Население 7585 жители според данни от преброяването към 1 януари 2008 г.